# Полет 111 на „Суисеър“
Полет 111 на „Суисеър“ е редовен международен пътнически полет от международното летище „Джон Ф. Кенеди“, Ню Йорк, САЩ, до летище „Коинтрин“, Женева, Швейцария. Полетът е и полет със споделяне на кодове с „Делта Еър Лайнс“. На 2 септември 1998 г. „Макдонъл Дъглас MD-11“, който лети по маршрута, се разбива в Атлантическия океан югозападно от международното летище „Халифакс Станфийлд“ на входа на залива Сейнт Маргаретс, Нова Скотия, Канада. Мястото на катастрофата е на 8 километра от брега, приблизително на еднакво разстояние от „Заливa на Пеги“ и „Бейсуотър“. Всички 215 пътници и 14 членове на екипажа на борда умират, а така катастрофата става в най-смъртоносният инцидент в историята на „Суисеър“ и най-смъртоносният инцидент с „Макдонъл Дъглас MD-11“ до този момент. Това е и вторият най-смъртоносен авиационен инцидент в Канада, след катастрофата на самолета при полет 1285R на „Ароу Еър“.
Усилията по търсене и спасяване, операцията по възстановяване от катастрофи и разследването от правителството на Канада отнемат повече от четири години и струват 57 милиона канадски долара. Открити са доказателства за искряща дъга в окабеляването на мрежата, което причинява пожар. Разследването, проведено от Канадския борд по безопасност на транспорта, заключава, че запалимият материал, използван в конструкцията на самолета, позволява пожарът да се разпространи извън контрола на екипажа на полета, което довежда до катастрофата. Направени са няколко широкообхватни препоръки, които са включени в по-новите стандарти на Федералната авиационна администрация на САЩ.
Два мемориала в памет на загиналите са създадени от правителството на Нова Скотия. Единият е на изток от мястото на катастрофата, северно от „Заливa на Пеги“, а другият е разположен на запад от мястото на инцидента до провинциалния парк „Бейсуотър Бийч“ на полуостров Аспотоган в Бейсуотър. Тук са погребани неидентифицираните останки на жертвите. Създаден е фонд за поддържане на мемориалите и правителството приема акт за признаване на мемориалите. Създадени са и различни други благотворителни фондове.